# Metagrion convergens
Metagrion convergens is een libellensoort uit de familie van de Argiolestidae, onderorde juffers (Zygoptera).
De wetenschappelijke naam van de soort is voor het eerst geldig gepubliceerd in 1935 als Argiolestes convergens door Lieftinck.